# Jiya xuetang
A sopa de sangue de galinha e de pato (鸡鸭血汤 ou jī yā xiě tāng, ou ainda jiya xuetang ) é um prato típico da culinária de Xangai, com cubos de sangue coagulado, como se fossem cubos de tofu, servida com cebolinho. Esta sopa teria sido inventada por um vendedor de rua que vendia comida junto do templo Chenghuang; ele tinha uma panela de ferro dividida em duas partes: numa ele preparava uma sopa com cabeças, patas e tripas de galinha; na outra, ele tinha o caldo com os pedaços de sangue coagulado e servia a sopa com cebolinho e com o sangue, a pedido dos clientes. Um outro “tempero” é referido como “yellow chicken oil”, que podia ser óleo de gergelim. 
A sopa com sangue de galinha tornou-se popular devido à crença de que esta enriquece o sangue de quem a consome, tornando-se um símbolo da culinária de Xangai.